# Priestfield Stadium
 (mars 2017).
Si vous disposez d'ouvrages ou d'articles de référence ou si vous connaissez des sites web de qualité traitant du thème abordé ici, merci de compléter l'article en donnant les références utiles à sa vérifiabilité et en les liant à la section « Notes et références ».
Le Priestfield Stadium est un stade de football situé à Gillingham, dans le Kent (en Angleterre).
Il est la propriété du Gillingham Football Club depuis la fondation du club en 1893.